# Seznam dílů seriálu Superman a Lois
Toto je seznam dílů seriálu Superman a Lois. Americký dramatický televizní seriál Superman a Lois je vysílán od 23. února 2021 na stanici The CW. Dosud bylo zveřejněno  dílů seriálu.

## Přehled řad
| Řada | Díly | Zveřejnění v USA | Zveřejnění v USA | Premiéra v ČR | Premiéra v ČR  |
| Řada | Díly | První díl        | Poslední díl     | První díl     | Poslední díl   |
| ---- | ---- | ---------------- | ---------------- | ------------- | -------------- |
| 1    | 15   | 23. února 2021   | 17. srpna 2021   | 3. února 2022 | 23. února 2022 |
| 2    | 15   | 11. ledna 2022   | 21. června 2022  | bude oznámeno | bude oznámeno  |
| 3    | 13   | 14. března 2023  | 27. června 2023  | bude oznámeno | bude oznámeno  |
| 4    | 10   | 7. října 2024    | 2. prosince 2024 | bude oznámeno | bude oznámeno  |

## Seznam dílů

### První řada (2021)
| Č. v seriálu | Č. v řadě | Původní název                                      | Režie              | Scénář                                                                        | Premiéra v USA    | Premiéra v ČR  | Prod. kód |
| ------------ | --------- | -------------------------------------------------- | ------------------ | ----------------------------------------------------------------------------- | ----------------- | -------------- | --------- |
| 1            | 1         | Pilot                                              | Lee Toland Krieger | námět: Greg Berlanti a Todd Helbing scénář: Todd Helbing                      | 23. února 2021    | 3. února 2022  | T13.22401 |
| 2            | 2         | Heritage                                           | Lee Toland Krieger | Todd Helbing                                                                  | 2. března 2021    | 4. února 2022  | T13.22402 |
| 3            | 3         | The Perks of Not Being a Wallflower                | Gregory Smith      | Brent Fletcher                                                                | 9. března 2021    | 7. února 2022  | T13.22403 |
| 4            | 4         | Haywire                                            | James Bamford      | Michael Narducci                                                              | 16. března 2021   | 8. února 2022  | T13.22404 |
| 5            | 5         | The Best of Smallville                             | Rachel Talalay     | námět: Todd Helbing scénář: Brent Fletcher a Nadria Tucker                    | 23. března 2021   | 9. února 2022  | T13.22405 |
| 6            | 6         | Broken Trust                                       | Sudz Sutherland    | Katie Aldrin                                                                  | 18. května 2021   | 10. února 2022 | T13.22406 |
| 7            | 7         | Man of Steel                                       | David Ramsey       | Jai Jamison                                                                   | 25. května 2021   | 11. února 2022 | T13.22407 |
| 8            | 8         | Holding the Wrench                                 | Norma Bailey       | Kristi Korzec                                                                 | 1. června 2021    | 14. února 2022 | T13.22408 |
| 9            | 9         | Loyal Subjekts                                     | Eric Dean Seaton   | Andrew N. Wong                                                                | 8. června 2021    | 15. února 2022 | T13.22409 |
| 10           | 10        | O Mother, Where Art Thou?                          | Harry Jierjian     | Adam Mallinger                                                                | 15. června 2021   | 16. února 2022 | T13.22410 |
| 11           | 11        | A Brief Reminiscence In-Between Cataclysmic Events | Gregory Smith      | Adam Brent Fletcher                                                           | 22. června 2021   | 17. února 2022 | T13.22411 |
| 12           | 12        | Through the Valley of Death                        | Alexandra La Roche | Katie Aldrin a Michael Narducci                                               | 13. července 2021 | 18. února 2022 | T13.22412 |
| 13           | 13        | Fail Safe                                          | Ian Samoil         | Jai Jamison a Kristi Korzec                                                   | 20. července 2021 | 21. února 2022 | T13.22413 |
| 14           | 14        | The Eradicator                                     | Alexandra La Roche | Max Cunningham a Brent Fletcher                                               | 10. srpna 2021    | 22. února 2022 | T13.22414 |
| 15           | 15        | Last Sons of Krypton                               | Tom Cavanagh       | námět: Kristi Korzec a Michael Narducci scénář: Brent Fletcher a Todd Helbing | 17. srpna 2021    | 23. února 2022 | T13.22415 |

### Druhá řada (2022)
| Č. v seriálu | Č. v řadě | Původní název                 | Režie                | Scénář                             | Premiéra v USA  | Premiéra v ČR | Prod. kód |
| ------------ | --------- | ----------------------------- | -------------------- | ---------------------------------- | --------------- | ------------- | --------- |
| 16           | 1         | What Lies Beneath             | Gregory Smith        | Brent Fletcher a Todd Helbing      | 11. ledna 2022  | bude oznámeno | T13.23251 |
| 17           | 2         | The Ties That Bind            | David Ramsey         | Kristi Korzec a Michael Narducci   | 18. ledna 2022  | bude oznámeno | T13.23252 |
| 18           | 3         | The Thing in the Mines        | Gregory Smith        | Katie Aldrin a Juliana James       | 25. ledna 2022  | bude oznámeno | T13.23253 |
| 19           | 4         | The Inverse Method            | Melissa Hickey       | Jai Jamison a Andrew N. Wong       | 1. února 2022   | bude oznámeno | T13.23254 |
| 20           | 5         | Girl… You'll Be a Woman, Soon | Diana Valentine      | Rina Mimoun a Adam Mallinger       | 22. února 2022  | bude oznámeno | T13.23255 |
| 21           | 6         | Tried and True                | Amy Jo Johnson       | Max Kronick a Patrick Barton Leahy | 1. března 2022  | bude oznámeno | T13.23256 |
| 22           | 7         | Anti-Hero                     | Elizabeth Henstridge | Max Cunningham a Michael Narducci  | 8. března 2022  | bude oznámeno | T13.23257 |
| 23           | 8         | Into Oblivion                 | Sudz Sutherland      | Juliana James a Kristi Korzec      | 22. března 2022 | bude oznámeno | T13.23258 |
| 24           | 9         | 30 Days and 30 Nights         | Ian Samoil           | Katie Aldrin a Jai Jamison         | 29. března 2022 | bude oznámeno | T13.23259 |
| 25           | 10        | Bizarros in a Bizarro World   | Louis Milito         | Brent Fletcher a Todd Helbing      | 26. dubna 2022  | bude oznámeno | T13.23260 |
| 26           | 11        | Truth and Consequences        | David Ramsey         | Andrew N. Wong                     | 3. května 2022  | bude oznámeno | T13.23261 |
| 27           | 12        | Lies that Bind                | David Mahmoudieh     | Rina Mimoun                        | bude oznámeno   | bude oznámeno |           |
| 28           | 13        | All Is Lost                   | David Mahmoudieh     | Rina Mimoun                        | bude oznámeno   | bude oznámeno |           |

### Třetí řada (2023)
| Č. v seriálu | Č. v řadě | Původní název                                      | Režie              | Scénář                                                     | Premiéra v USA    | Premiéra v ČR  | Prod. kód |
| ------------ | --------- | -------------------------------------------------- | ------------------ | ---------------------------------------------------------- | ----------------- | -------------- | --------- |
| 31           | 1         | Pilot                                              | Lee Toland Krieger | námět: Greg Berlanti a Todd Helbing scénář: Todd Helbing   | 23. února 2021    | 3. února 2022  | T13.22401 |
| 32           | 2         | Heritage                                           | Lee Toland Krieger | Todd Helbing                                               | 2. března 2021    | 4. února 2022  | T13.22402 |
| 33           | 3         | The Perks of Not Being a Wallflower                | Gregory Smith      | Brent Fletcher                                             | 9. března 2021    | 7. února 2022  | T13.22403 |
| 34           | 4         | Haywire                                            | James Bamford      | Michael Narducci                                           | 16. března 2021   | 8. února 2022  | T13.22404 |
| 35           | 5         | The Best of Smallville                             | Rachel Talalay     | námět: Todd Helbing scénář: Brent Fletcher a Nadria Tucker | 23. března 2021   | 9. února 2022  | T13.22405 |
| 36           | 6         | Broken Trust                                       | Sudz Sutherland    | Katie Aldrin                                               | 18. května 2021   | 10. února 2022 | T13.22406 |
| 37           | 7         | Man of Steel                                       | David Ramsey       | Jai Jamison                                                | 25. května 2021   | 11. února 2022 | T13.22407 |
| 38           | 8         | Holding the Wrench                                 | Norma Bailey       | Kristi Korzec                                              | 1. června 2021    | 14. února 2022 | T13.22408 |
| 39           | 9         | Loyal Subjekts                                     | Eric Dean Seaton   | Andrew N. Wong                                             | 8. června 2021    | 15. února 2022 | T13.22409 |
| 40           | 10        | O Mother, Where Art Thou?                          | Harry Jierjian     | Adam Mallinger                                             | 15. června 2021   | 16. února 2022 | T13.22410 |
| 41           | 11        | A Brief Reminiscence In-Between Cataclysmic Events | Gregory Smith      | Adam Brent Fletcher                                        | 22. června 2021   | 17. února 2022 | T13.22411 |
| 42           | 12        | Through the Valley of Death                        | Alexandra La Roche | Katie Aldrin a Michael Narducci                            | 13. července 2021 | 18. února 2022 | T13.22412 |
| 43           | 13        | Fail Safe                                          | Ian Samoil         | Jai Jamison a Kristi Korzec                                | 20. července 2021 | 21. února 2022 | T13.22413 |

### Čtvrtá řada (2024)
| Č. v seriálu | Č. v řadě | Původní název                       | Režie              | Scénář                                                     | Premiéra v USA  | Premiéra v ČR  | Prod. kód |
| ------------ | --------- | ----------------------------------- | ------------------ | ---------------------------------------------------------- | --------------- | -------------- | --------- |
| 41           | 1         | Pilot                               | Lee Toland Krieger | námět: Greg Berlanti a Todd Helbing scénář: Todd Helbing   | 23. února 2021  | 3. února 2022  | T13.22401 |
| 32           | 2         | Heritage                            | Lee Toland Krieger | Todd Helbing                                               | 2. března 2021  | 4. února 2022  | T13.22402 |
| 33           | 3         | The Perks of Not Being a Wallflower | Gregory Smith      | Brent Fletcher                                             | 9. března 2021  | 7. února 2022  | T13.22403 |
| 34           | 4         | Haywire                             | James Bamford      | Michael Narducci                                           | 16. března 2021 | 8. února 2022  | T13.22404 |
| 35           | 5         | The Best of Smallville              | Rachel Talalay     | námět: Todd Helbing scénář: Brent Fletcher a Nadria Tucker | 23. března 2021 | 9. února 2022  | T13.22405 |
| 36           | 6         | Broken Trust                        | Sudz Sutherland    | Katie Aldrin                                               | 18. května 2021 | 10. února 2022 | T13.22406 |
| 37           | 7         | Man of Steel                        | David Ramsey       | Jai Jamison                                                | 25. května 2021 | 11. února 2022 | T13.22407 |
| 38           | 8         | Holding the Wrench                  | Norma Bailey       | Kristi Korzec                                              | 1. června 2021  | 14. února 2022 | T13.22408 |
| 39           | 9         | Loyal Subjekts                      | Eric Dean Seaton   | Andrew N. Wong                                             | 8. června 2021  | 15. února 2022 | T13.22409 |
| 40           | 10        | O Mother, Where Art Thou?           | Harry Jierjian     | Adam Mallinger                                             | 15. června 2021 | 16. února 2022 | T13.22410 |